# Столица Республики Казахстан
Столица Республики Казахстан — город Астана. Ежегодно 6 июля в Казахстане отмечается День столицы.

## Исторические столицы
Семипалатинск (Алаш-Кала) (13 декабря 1917 — 5 марта 1920)
При провозглашении Алашской автономии (13 декабря 1917 года) на съезде, проведённом в городе Оренбурге, временным местом пребывания так называемого «временного народного совета» («Алаш Орда») был объявлен город Семипалатинск (точнее пригород Семипалатинска — расположенная на левом берегу Иртыша т. н. Заречная Слобода, которая ещё в июне 1917 года была переименована в Алаш-Калу). 11 января 1920 года правительство Алаш-Орды слилось с Военно-Революционным Комитетом по управлению Киргизским краем, а 5 марта 1920 года правительство Алаш-Орды было ликвидировано.
Оренбург (10 июля 1919 — 16 июля 1925)
С 10 июля 1919 года в составе РСФСР существовал Киргизский край, его столицей был город Оренбург; 26 августа 1920 года на основе Киргизского края в составе РСФСР была образована Киргизская АССР, в июне 1925 года переименована в Казахскую АССР, со столицей в Оренбурге.
Кызыл-Орда (17 июля 1925 — 2 апреля 1927)
В феврале 1925 года было принято решение перенести столицу Киргизской АССР в город Ак-Мечеть, официально столица была перенесена 17 июля 1925 года. Позже постановлением ЦИК Союза ССР от 24 июля 1925 года Ак-Мечеть переименована в Кзыл-Орду.
Алма-Ата (3 апреля 1927 — 27 декабря 1993), Алматы (28 декабря 1993 — 9 декабря 1997)
3 апреля 1927 г. VI Всеказакстанский съезд Советов утвердил постановление ЦИК н СНК Казакской АССР о переводе столицы республики в Алма-Ату (город в 1921 году был переименован из «Верный» в «Алма-Ата», в декабре 1924 года Семиреченская область, в составе которой была Алма-Ата, была передана в состав Киргизской АССР из состава упразднённой Туркестанской АССР).
В феврале 1936 года Казакская АССР была переименована в Казахскую АССР, а 5 декабря 1936 года Казахская АССР была выведена из состава РСФСР и преобразована в Казахскую ССР.
С 1936 по 1991 год Алма-Ата являлась столицей и крупнейшим городом Казахской ССР.
10 декабря 1991 года Казахская ССР была переименована в Республику Казахстан, которая в связи с распадом СССР стала независимым государством с 16 декабря 1991 года (День независимости Казахстана), начиная с этого дня и по 9 декабря 1997 года Алма-Ата была столицей и крупнейшим городом независимой Республики Казахстан.
В тексте конституции Казахстана, принятой 28 декабря 1993 года, в разделе «Основы конституционного строя» было сказано: «Столица Республики Казахстан — город Алматы», что означало переименование города в Алматы.
Акмола (10 декабря 1997 — 5 мая 1998), Астана (6 мая 1998 — 22 марта 2019), Нур-Султан (23 марта 2019 — 17 сентября 2022), Астана (17 сентября 2022 — настоящее время)
Официально город Акмола (до 6 июля 1992 года носивший наименование Целиноград) был объявлен столицей Казахстана 10 декабря 1997 года.
6 мая 1998 года столицу переименовали в Астану. Международное представление Астаны в качестве новой столицы состоялось 10 июня 1998 года.
20 марта 2019 года обе палаты парламента Казахстана проголосовали за закон о внесении поправки в конституцию Казахстана об изменении наименования столицы государства из Астаны в Нур-Султан. 23 марта 2019 года президент Казахстана Касым-Жомарт Токаев подписал указ о переименовании Астаны в Нур-Султан. Переименование столицы мотивировалось стремлением увековечить имя покинувшего свой пост первого президента Казахстана Нурсултана Назарбаева.
После событий в январе 2022 года президент Казахстана Касым-Жомарт Токаев осуществил ряд шагов по реформированию политической системы Казахстана; одним из таких шагов стало внесение поправок в конституцию страны, в рамках этого 17 сентября 2022 года вышел президентский указ о переименовании столицы страны обратно в Астану.

## Прочие неформальные «столицы»
За Алма-Атой был закреплён статус «Южная столица Казахстана». С декабря 1997 года, после переноса столицы в Акмолу (Астана), термин «Южная столица Казахстана» часто употребляется в СМИ и обозначает именно Алма-Ату.
Караганда же часто называется «Шахтёрской столицей Казахстана». Этот неофициальный статус город получил благодаря своему историческому развитию: Караганда выросла вокруг угольных шахт и стала центром угольной промышленности страны.